# Seix
Cet article concerne la commune de l'Ariège. Pour la commune de la Vienne, voir Saix. Pour la commune du Tarn, voir Saïx.
Seix [sɛks] (prononciation orthographique), Sèish [sɛʃ] en occitan gascon,  est une commune française, située dans le département de l'Ariège en région Occitanie. Sur le plan historique et culturel, la commune fait partie du Couserans, pays aux racines gasconnes structuré par le cours du Salat.
Exposée à un climat de montagne, elle est drainée par le Salat, l'Alet, le ruisseau d'Esbints, le ruisseau d'Estours, le ruisseau d'Angouls, le ruisseau d'Arros, le ruisseau de Rieu Sourd et par divers autres petits cours d'eau. Incluse dans le parc naturel régional des Pyrénées ariégeoises, la commune possède un patrimoine naturel remarquable : trois sites Natura 2000 (le « massif du mont Valier », la « vallée du Riberot et massif du Mont-Valier » et « Garonne, Ariège, Hers, Salat, Pique et Neste ») et une zone naturelle d'intérêt écologique, faunistique et floristique.
Seix est une commune rurale qui compte 743 habitants en 2022, après avoir connu un pic de population de 4 071 habitants en 1846. Elle fait partie de l'aire d'attraction de Saint-Girons. Ses habitants sont appelés les Seixois ou Seixoises.
La devise de Seix est « Que som de Seish, cap de paur », soit en français : « Je suis de Seix, je n'ai pas peur » ; elle est apposée sur l'ensemble des plaques de rue, sous les armoiries de la commune.

## Géographie

### Localisation
Seix est une commune des Pyrénées en Couserans située dans le parc naturel régional des Pyrénées ariégeoises. C'est une commune frontalière avec l'Espagne dans sa partie sud. Le village se trouve à la confluence de la vallée d'Esbintz et de la vallée du Salat.
La vallée de l'Esbintz mène à l'ouest vers le col de la Core qui assure la communication avec la vallée voisine de Bethmale. C'est le plus gros village du Haut-Salat.

### Communes limitrophes
Seix est limitrophe de sept autres communes françaises et une commune espagnole.
Les communes limitrophes sont Bethmale, Bordes-Uchentein, Couflens, Oust, Sentenac-d'Oust, Soueix-Rogalle, Ustou et Alt Àneu.
| Sentenac-d'Oust  | Soueix-Rogalle      | Oust     |
| Bethmale         | Seix                | Ustou    |
| Bordes-Uchentein | Alt Àneu ( Espagne) | Couflens |

### Géologie et relief
La commune est située dans les Pyrénées, une chaîne montagneuse jeune, érigée durant l'ère tertiaire (il y a 40 millions d'années environ), en même temps que les Alpes. Elle est traversée par la Faille nord-pyrénéenne, qui sépare la Zone axiale pyrénéenne (ZA) ou haute chaîne primaire de la Zone nord-pyrénéenne (ZNP), au nord. Les terrains affleurants sur le territoire communal sont constitués de roches sédimentaires datant pour certaines du Mésozoïque, anciennement appelé Ère secondaire, qui s'étend de −252,2 à −66,0 Ma, et pour d'autres du Paléozoïque, une ère géologique qui s'étend de −541 à −252,2 Ma. La structure détaillée des couches affleurantes est décrite dans les feuilles « no 1073 - Aspect » et « no 1074 - Saint-Girons » de la carte géologique harmonisée au 1/50 000ème du département de l'Ariège, et leurs notices associées.
La superficie cadastrale de la commune publiée par l’Insee, qui sert de références dans toutes les statistiques, est de 86,78 km2,. La superficie géographique, issue de la BD Topo, composante du Référentiel à grande échelle produit par l'IGN, est quant à elle de 87,51 km2. Son relief est particulièrement escarpé puisque la dénivelée maximale atteint 2 343 mètres. L'altitude du territoire varie entre 495 m et 2 838 m.
La superficie de la commune est de 8 678 hectares ; son altitude varie de 495  à   2 838 mètres.

### Hydrographie

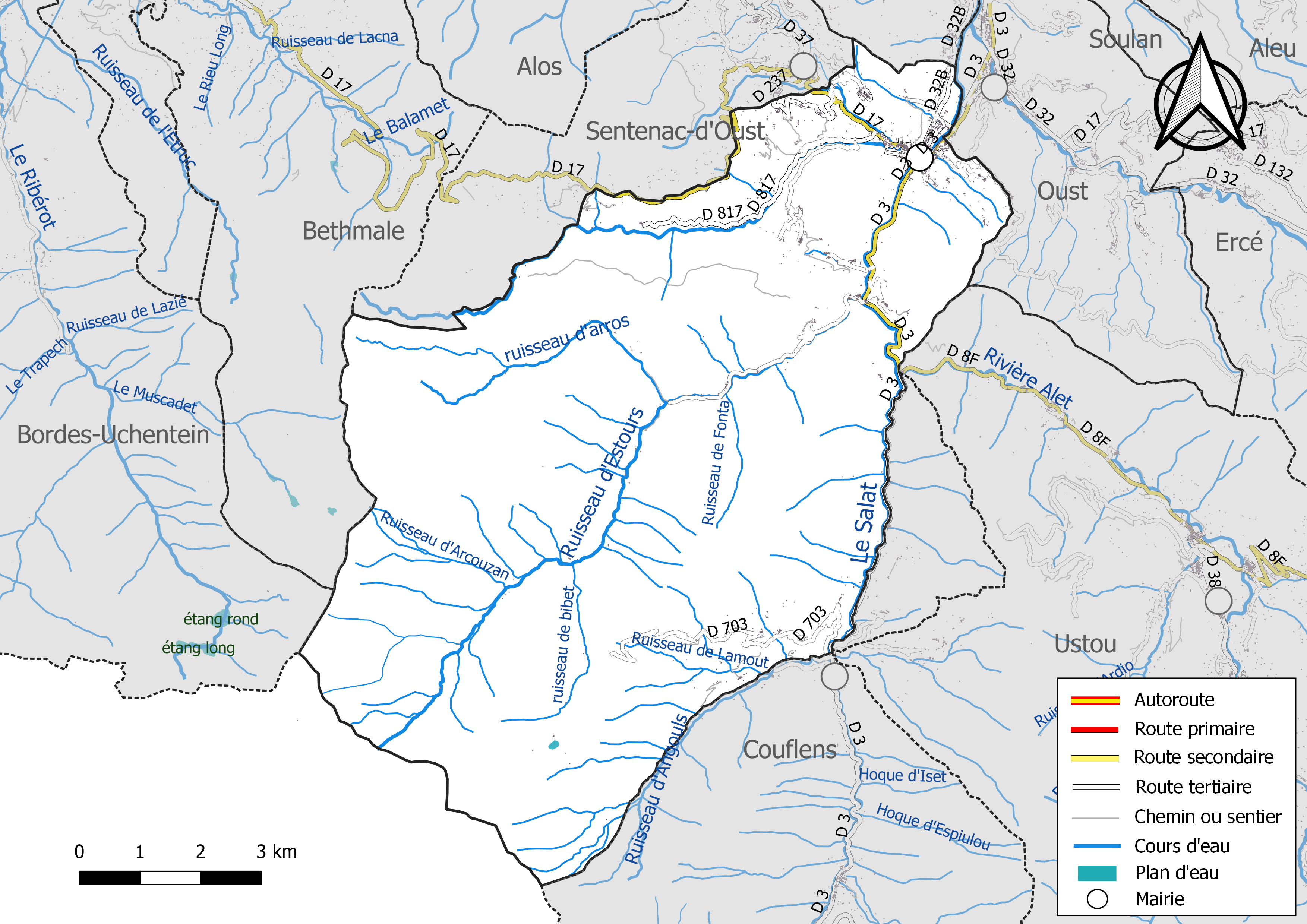
Réseaux hydrographique et routier de Seix.

La commune est dans le bassin versant de la Garonne, au sein du bassin hydrographique Adour-Garonne. Elle est drainée par le Salat, l'Alet, le ruisseau d'Esbints, le ruisseau d'Estours, le ruisseau d'Angouls, le ruisseau d'Arros, le ruisseau de Rieu Sourd, Hoque de Fougarech, Hoque de Madrits, Hoque de Rumeau, Hoque du Tuc Ségalé, Hoque Prégonne, ravin des Peilla, le ruisseau d'Arcouzan, et par divers petits cours d'eau, constituant un réseau hydrographique de 117 km de longueur totale,.
Le Salat, d'une longueur totale de 74,1 km, prend sa source dans la commune de Couflens et s'écoule du sud vers le nord. Il traverse la commune et se jette dans la Garonne à Boussens, après avoir traversé 27 communes.
L'Alet, d'une longueur totale de 19,6 km, prend sa source dans la commune d'Ustou et s'écoule du sud vers le nord. Elle traverse la commune et se jette dans le Salat sur le territoire communal, après avoir traversé 3 communes.
Le ruisseau d'Esbints, d'une longueur totale de 11,5 km, prend sa source dans la commune de Sentenac-d'Oust et s'écoule d'ouest en est. Il traverse la commune et se jette dans le Salat sur le territoire communal.
Le ruisseau d'Estours, d'une longueur totale de 12,7 km, est entièrement situé sur la commune. Il prend sa source dans la forêt domaniale de Seix, aux abords de Port d'Aula, en limite de la frontière espagnole, et se jette dans le Salat au droit du moulin Lauga.

### Climat
Pour des articles plus généraux, voir Climat de l'Occitanie et Climat de l'Ariège.
En 2010, le climat de la commune est de type climat océanique dégradé des plaines du Centre et du Nord, selon une étude s'appuyant sur une série de données couvrant la période 1971-2000. En 2020, Météo-France publie une typologie des climats de la France métropolitaine dans laquelle la commune est exposée à un climat de montagne et est dans la région climatique Pyrénées centrales, caractérisée par une pluviométrie annuelle de 1 000 à 1 200 mm.
Pour la période 1971-2000, la température annuelle moyenne est de 11,3 °C, avec une amplitude thermique annuelle de 14,8 °C. Le cumul annuel moyen de précipitations est de 962 mm, avec 9,9 jours de précipitations en janvier et 7,1 jours en juillet. Pour la période 1991-2020, la température moyenne annuelle observée sur la station météorologique la plus proche, située sur la commune de Lorp-Sentaraille à 17 km à vol d'oiseau, est de 12,5 °C et le cumul annuel moyen de précipitations est de 973,2 mm,. Pour l'avenir, les paramètres climatiques de la commune estimés pour 2050 selon différents scénarios d'émission de gaz à effet de serre sont consultables sur un site dédié publié par Météo-France en novembre 2022.

## Urbanisme

### Typologie
Au 1er janvier 2024, Seix est catégorisée commune rurale à habitat dispersé, selon la nouvelle grille communale de densité à 7 niveaux définie par l'Insee en 2022.
Elle est située hors unité urbaine. Par ailleurs la commune fait partie de l'aire d'attraction de Saint-Girons, dont elle est une commune de la couronne,. Cette aire, qui regroupe 70 communes, est catégorisée dans les aires de moins de 50 000 habitants,.

### Occupation des sols

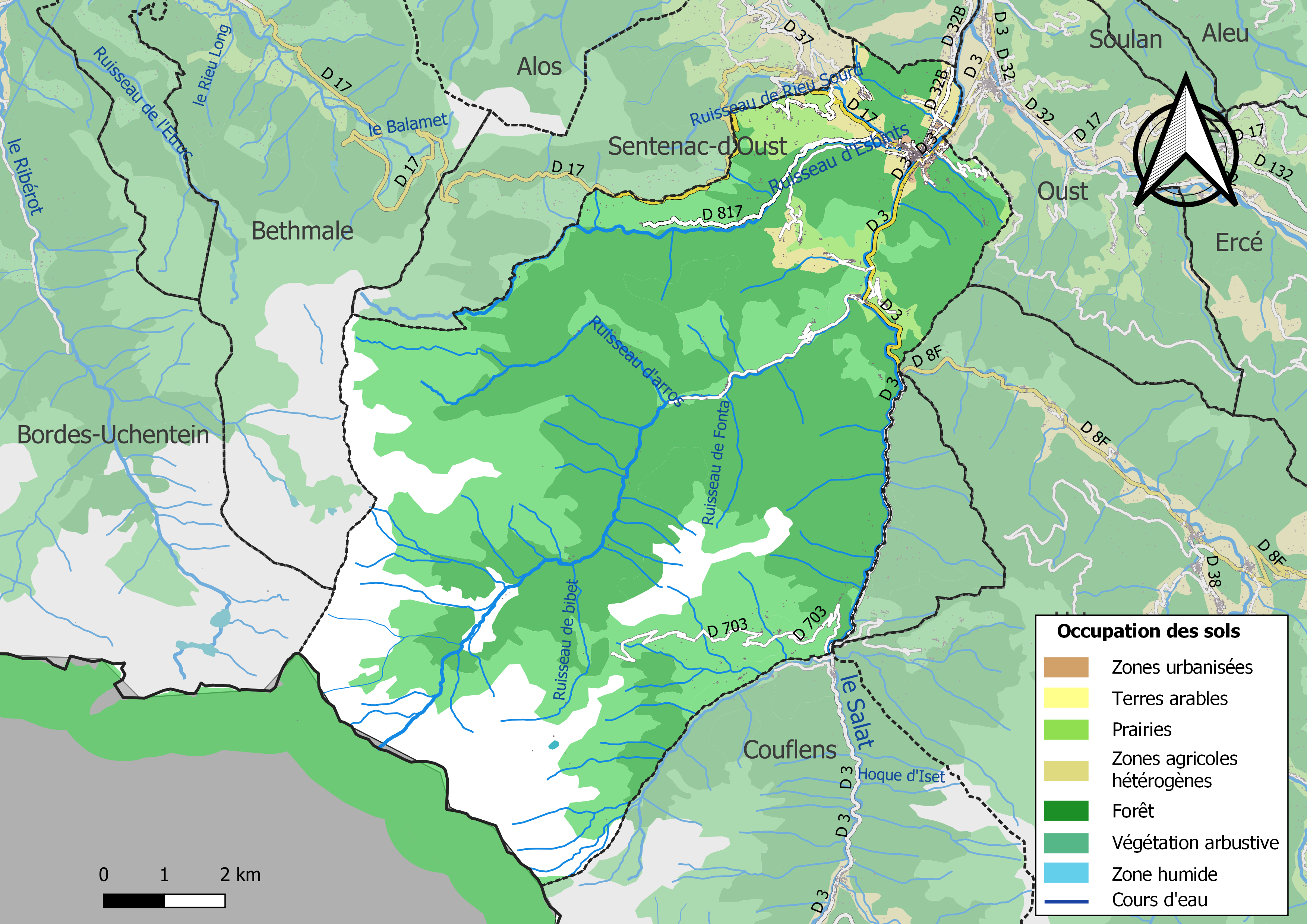
Carte des infrastructures et de l'occupation des sols de la commune en 2018 (CLC).

L'occupation des sols de la commune, telle qu'elle ressort de la base de données européenne d’occupation biophysique des sols Corine Land Cover (CLC), est marquée par l'importance des forêts et milieux semi-naturels (94 % en 2018), une proportion sensiblement équivalente à celle de 1990 (94,6 %). La répartition détaillée en 2018 est la suivante :
forêts (46,5 %), milieux à végétation arbustive et/ou herbacée (29,8 %), espaces ouverts, sans ou avec peu de végétation (17,7 %), prairies (3 %), zones agricoles hétérogènes (2,1 %), zones urbanisées (0,9 %). L'évolution de l’occupation des sols de la commune et de ses infrastructures peut être observée sur les différentes représentations cartographiques du territoire : la carte de Cassini (XVIIIe siècle), la carte d'état-major (1820-1866) et les cartes ou photos aériennes de l'IGN pour la période actuelle (1950 à aujourd'hui).

### Voies de communication et transports
L'accès principal vers le Haut-Salat et Seix s'effectue par la RD.32, depuis Kercabanac et les gorges de la Ribaute, doublée par la D.3 plus récente qui évite la traversée de villages.

### Risques majeurs

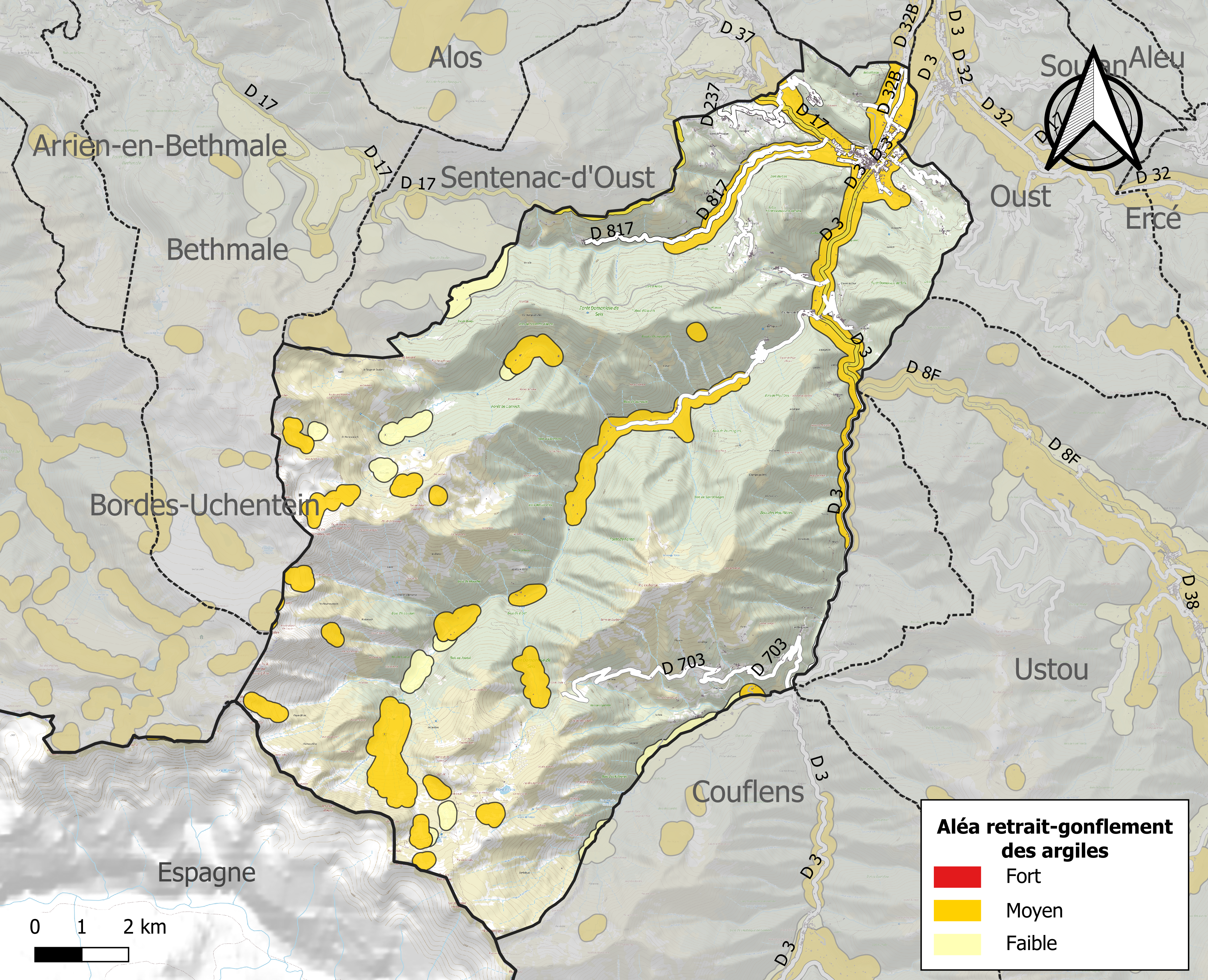
Zonage de l'aléa retrait-gonflement des argiles sur la commune de Seix.

Le territoire de la commune de Seix est vulnérable à différents aléas naturels : inondations, climatiques (grand froid ou canicule), feux de forêts, mouvements de terrains, avalanche  et séisme (sismicité moyenne),.
Certaines parties du territoire communal sont susceptibles d’être affectées par le risque d’inondation par débordement, crue torrentielle d'un cours d'eau, le Salat, ou ruissellement d'un versant. L’épisode de crue le plus marquant dans le département reste sans doute celui de 1875. Parmi les inondations marquantes plus récentes concernant le Salat figurent les crues de 1937 (un mort à Salau), de 1992 et de 1993.
Les mouvements de terrains susceptibles de se produire sur la commune sont soit des chutes de blocs, soit des glissements de terrains, soit des effondrements liés à des cavités souterraines, soit des mouvements liés au retrait-gonflement des argiles. Près de 50 % de la superficie du département est concernée par l'aléa retrait-gonflement des argiles, dont la commune de Seix. L'inventaire national des cavités souterraines permet par ailleurs de localiser celles situées sur la commune.
La commune est exposée au risque d'avalanche quelques sites menacés en situation exceptionnelle d’enneigement.
Ces risques naturels sont pris en compte dans l'aménagement du territoire de la commune par le biais d'un plan de prévention des risques (PPR) inondation, mouvement de terrain et avalanche approuvé le 22 mai 2015 et d'un plan de prévention des risques (PPR)  approuvé le 18 mars 2016.
Seix se situe en zone de sismicité 4 (sismicité moyenne).

## Toponymie
En occitan gascon Sèish, du latin "saxum", roc[réf. souhaitée].

## Histoire

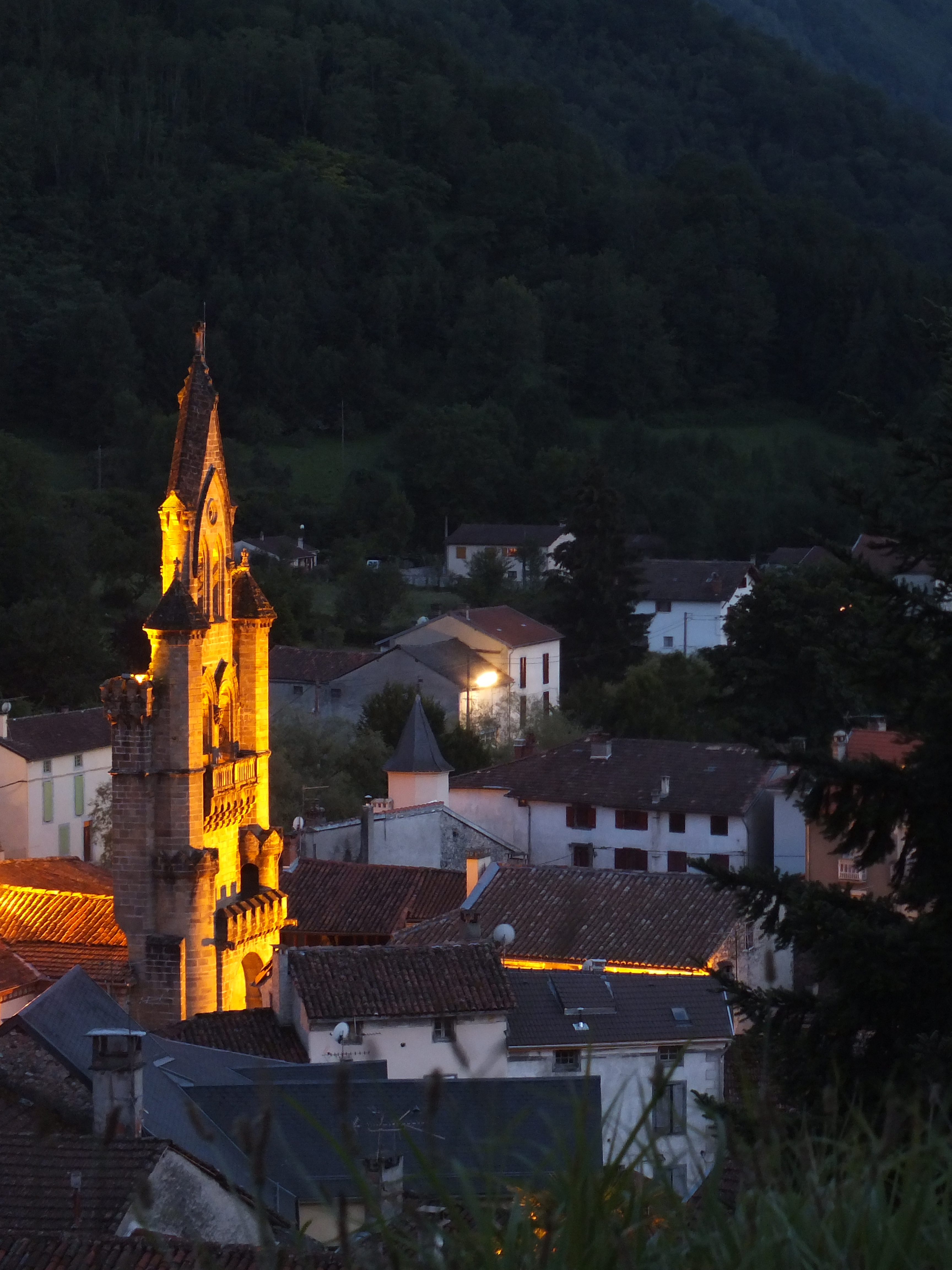
Clocher de l'église Saint-Étienne.

### Aux origines de la commune
Le bourg de Seix naît vers 1280 à la suite d'un paréage entre le seigneur et le roi Philippe III le Hardi, devenant une enclave languedocienne en Couserans. L'histoire de Seix a toujours été liée à la frontière avec l'Espagne.
Vers 1280, selon le texte de la charte de franchise, le roi Philippe III de France accorde à la ville de Seix une exemption d'impôts et un libre accès aux forêts de la commune aux habitants, qui s'engagent à protéger la frontière :

« Premierament que cascun habitant al dit loc esta sauf et segur et sia en la salvagarda dels dits seignors estan en son hostal et en son cortin.
Item que touta personna que fara injuria à altre en son hostal o en son cortin ab costal peyra ne bastou o ab altras armas debendat sia encourut en la pena de cent sols morlas, la malafeyta a dobada à conoissensa de la cort dels Cossols… Item si nuls home ni nulla fenna s’y pelejaba ab fenna et l’appelaba bagassa s’y probar no ac podia, x x diniers de justicia y a la seignoria et que adoba la honta del damnatge à coneguda de la cort…
Item touta personna aja poder de corrigir sa familha sens pena de seignoria fora de trincar membres et de aucir. Et se ac fassia, que sia punit cum las autras en semblant forma de linquans à conoissensa de la cort…
Item sy nuls home entra de neit en hostal quand lou seignor de l’hostal lou pot prene et presentar à la seignoria. Et sel plaga o l’aucy que no sia tengut per justicia…. Item touta personna pusca cassar en tout temps à so plaser sens que pague à persona deguna pena et que done als seignors la part dit del erugio costumada, so es, de singlar, de ors, de cerf et de cabirol, tant solament. »

— Charte consentie à Toulouse par Philippe le Hardi aux habitants de Seix, vers 1280
En 1345, le maitre des eaux et des forêts de la sénéchaussée de Toulouse reproche par lettre à la communauté de Seix d'avoir détruit les forêts alentours. Seix rétorque qu'elle détient touts les pouvoirs conformément à la charte de franchise de 1280. 
En 1391, René de Balbi (nom francisé par la suite en Balby-les Balbi sont originaires de Gênes en Italie) défend les droits sur le comté de Foix à la demande du Roi d'Aragon. En 1528, Seix fut dispensé de l'impôt extraordinaire par François 1er lorsque Charles Quint menaçait d'envahir la France car « les habitants étaient obligés de faire guet nuit et jour sur les ports ». Le roi Henri II confirme également cette charte en 1547 à Toulouse, puis Charles IX en 1565, et enfin par Louis XIII en 1625. Cette charte accorde des privilèges excessivement favorables à l'organisation de la commune et sera à l'origine de la prospérité de la commune pendant plusieurs siècles. Ce n'est pas seulement contre les envahisseurs que les habitants s'enhardissaient, mais également contre l'autorité des seigneurs locaux, tenant à ne dépendre que du Roi. Sa devise, "Soún de Seich, cap de paur" vient de ce statut particulier dont bénéficie la commune, tout autant tournée contre les envahisseurs que contre les seigneurs locaux. Les Seixois avaient ainsi l'habitude de prononcer la devise de la commune en passant devant les châteaux seigneuriaux.
Le château de Seix devient résidence de la famille Balby après le mariage de Gabrielle de Sers avec Bertrand de Balby qui verra la naissance, le 15 octobre 1598, d’Étienne de Balby : ce dernier (baron de Montfaucon, seigneur de Fabas et de Montardit) achète, le 20 mai 1626, le château de la Tour et le fait reconstruire.
 Le temps des sorcières : en 1593, Mathe De Ga et sa fille Philippe Rieu, retirées dans une forêt à proximité de la bourgade de Seix, élaboraient des potions et onguents à visée médicinale. Ces femmes, dénoncées par leurs fils et frères dont l'un était curé de Seix, furent jugées puis convaincues de sorcellerie. Condamnées au bucher pour "purifier leur âme", la sentence sera exécutée la même année place du Salin à Toulouse.

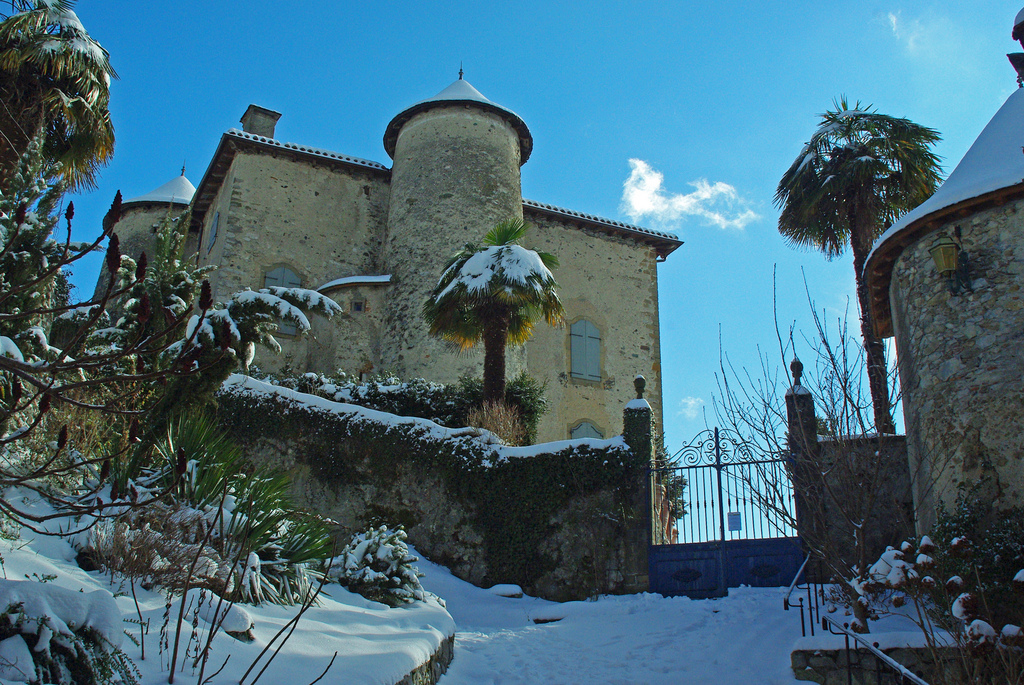
Le château de Seix dominant le village.

### Seix auXXesiècle
En 1942, Louis Napoléon est arrêté en compagnie de trois compagnons avec lesquels il tente de franchir les Pyrénées afin de gagner la France libre via l'Espagne. Faisant fi des propositions faites par les Allemands, il choisit de ne bénéficier d’aucun traitement de faveur et se trouve incarcéré au château du Hâ, à Bordeaux, puis transféré à Fresnes. Il demande à être déporté en Allemagne ou libéré sans condition ou concession.
Le 19 juillet 1945, un avion lourd Halifax de la Royal Air Force s'écrase dans le massif du Valier au-dessus de la source du ruisseau de Lameza et de la cabane de Subéra. Les 7 membres de l'équipage sont morts dans l'accident.
Sous l'impulsion de son maire Roger Barrau, la commune va connaître de nouveaux aménagements lui permettant d'enrayer un inexorable déclin démographique. En 1980, la mairie inaugure le village de vacances "La Souleille des Lannes" et en 1984 aménage la Maison du Haut-Salat dans une ancienne marbrerie. Abritant la bibliothèque municipale jusqu'en 2010, c'est un centre municipal à vocation culturelle, d'animations et d’hébergement de groupes scolaires.
Comme pour la plupart des autres communes de l'Ariège, Seix a connu en effet un regain démographique depuis le début des années 2000, mais entre à nouveau en récession après un apogée en 2007.

## Politique et administration

### Découpage territorial
La commune de Seix est membre de la communauté de communes Couserans-Pyrénées, un établissement public de coopération intercommunale (EPCI) à fiscalité propre créé le 18 novembre 2016 dont le siège est à Saint-Lizier. Ce dernier est par ailleurs membre d'autres groupements intercommunaux.
Sur le plan administratif, elle est rattachée à l'arrondissement de Saint-Girons, au département de l'Ariège, en tant que circonscription administrative de l'État, et à la région Occitanie.
Sur le plan électoral, elle dépend du canton du Couserans Est pour l'élection des conseillers départementaux, depuis le redécoupage cantonal de 2014 entré en vigueur en 2015, et de la première circonscription de l'Ariège  pour les élections législatives, depuis le redécoupage électoral de 1986.

### Administration municipale
Le nombre d'habitants au recensement de 2017 étant compris entre 500 et 1 499 habitants, le nombre de membres du conseil municipal pour l'élection de 2020 est de quinze,.

### Liste des maires
| Période                                  | Période         | Identité             | Étiquette | Qualité |
| ---------------------------------------- | --------------- | -------------------- | --------- | --- |
| 1809                                     |                 | Jean François Brau   | Royaliste | |
| mars 1877                                | 19 juillet 1897 | Auguste Bordes-Pagès | Rad.      | Sénateur (1890-1894) Conseiller général du canton d'Oust (1883-1895) |
| mars 19xx                                |                 | Georges Dessort      | Rad.      | Docteur en médecine Conseiller général du canton d'Oust (1913-1925) |
| mars 19xx                                |                 | Anselme Courtade     |           | |
| 1945                                     | 1947            | Auguste Simonin      | MLN       | Conseiller général du canton d'Oust (1945-1947) |
| 1948                                     | 1967            | Paul Eugène Ané      | SFIO      | Conseiller général du canton d'Oust (1948-1967) |
| mars 1967                                | 1969            | Sentenac             |           | |
| novembre 1969                            | 2001            | Roger Barrau         | PS        | Conseiller général du canton d'Oust (1973-1998) |
| mars 2001                                | 2008            | Jean Laffont         | DVG       | |
| mars 2008                                | 2020            | Christine Téqui      | PS        | Ingénieur, conseillère générale du canton d'Oust (2011-2015) puis départementale du canton de Couserans Est (depuis 2015) présidente du conseil départemental depuis novembre 2019 |
| mai 2020                                 | juillet 2025    | Hélène Nirascou      |           | |
| juillet 2025                             | En cours        | Georgette Bielle     |           | |
| Les données manquantes sont à compléter. |                 |                      |           | |

### Jumelage
Plouha (France) : Seix est jumelée avec Plouha, dans les Côtes-d'Armor depuis le 15 septembre 2012.

## Population et société

### Démographie

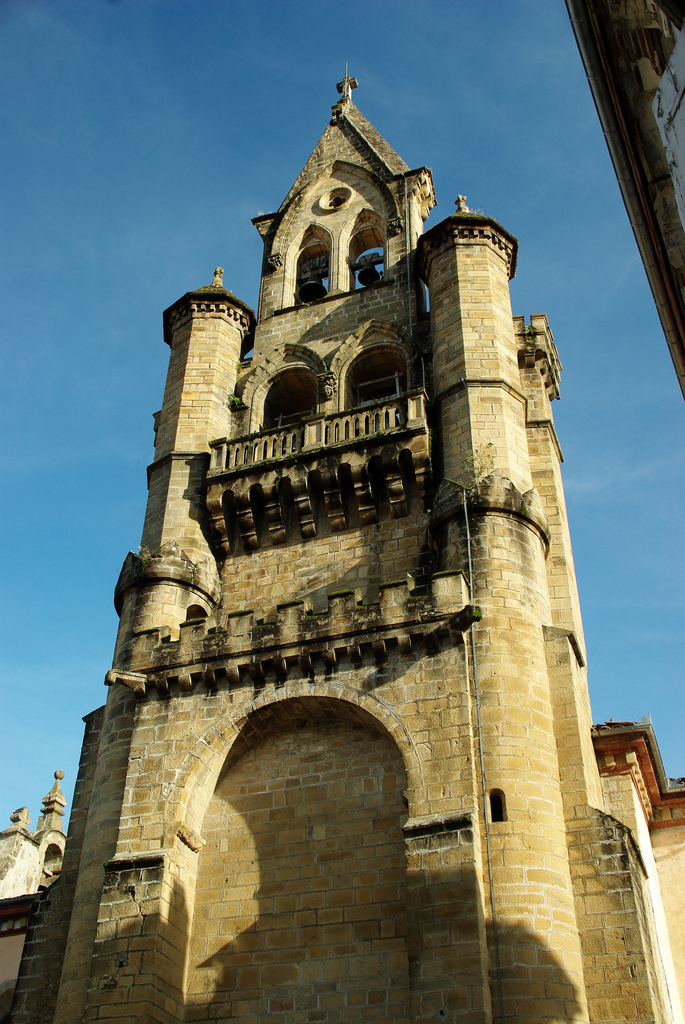
Le clocher vu depuis la rue du Roy.

L'évolution du nombre d'habitants est connue à travers les recensements de la population effectués dans la commune depuis 1793. Pour les communes de moins de 10 000 habitants, une enquête de recensement portant sur toute la population est réalisée tous les cinq ans, les populations de référence des années intermédiaires étant quant à elles estimées par interpolation ou extrapolation. Pour la commune, le premier recensement exhaustif entrant dans le cadre du nouveau dispositif a été réalisé en 2007.

En 2022, la commune comptait 743 habitants, en évolution de +5,24 % par rapport à 2016 (Ariège : +1,48 %, France hors Mayotte : +2,11 %).
| 1793  | 1800  | 1806  | 1821  | 1831  | 1836  | 1841  | 1846  | 1851  |
| ----- | ----- | ----- | ----- | ----- | ----- | ----- | ----- | ----- |
| 2 255 | 3 027 | 3 408 | 3 497 | 3 822 | 3 881 | 4 004 | 4 071 | 3 858 |

| 1856  | 1861  | 1866  | 1872  | 1876  | 1881  | 1886  | 1891  | 1896  |
| ----- | ----- | ----- | ----- | ----- | ----- | ----- | ----- | ----- |
| 3 814 | 3 594 | 3 497 | 3 282 | 3 243 | 3 068 | 3 117 | 3 052 | 3 003 |

| 1901  | 1906  | 1911  | 1921  | 1926  | 1931  | 1936  | 1946  | 1954  |
| ----- | ----- | ----- | ----- | ----- | ----- | ----- | ----- | ----- |
| 3 068 | 3 098 | 2 805 | 2 141 | 2 047 | 1 904 | 1 816 | 1 331 | 1 057 |

| 1962  | 1968  | 1975  | 1982 | 1990 | 1999 | 2006 | 2007 | 2012 |
| ----- | ----- | ----- | ---- | ---- | ---- | ---- | ---- | ---- |
| 1 030 | 1 032 | 1 009 | 953  | 806  | 697  | 792  | 806  | 755  |

| 2017 | 2022 | - | - | - | - | - | - | - |
| ---- | ---- | - | - | - | - | - | - | - |
| 702  | 743  | - | - | - | - | - | - | - |

| selon la population municipale des années : | 1968 | 1975 | 1982 | 1990 | 1999 | 2006 | 2009 | 2013 |
| Rang de la commune dans le département      | 22   | 20   | 28   | 28   | 34   | 31   | 32   | 37   |
| Nombre de communes du département           | 340  | 328  | 330  | 332  | 332  | 332  | 332  | 332  |

### Services publics
La commune de Seix abrite le collège Jules-Palmade, une caserne de sapeur-pompiers, un centre de la direction départementale des territoires (ex-DDE), la Poste et l'Office national des forêts. La gendarmerie et la perception siègent sur la commune voisine d'Oust.

### Enseignement
Seix dispose de plusieurs établissements d'enseignement de la maternelle au collège : une école maternelle, une école primaire et le collège Jules-Palmade. La poursuite de l'enseignement secondaire se déroule au lycée de Saint-Girons. Le collège Jules-Palmade anime une classe sport-études « Snowboard ».

### Santé
Médecin, pharmacie et foyers logements sont présents sur la commune.

### Sports
Rugby à XV : Union Sportive du Haut-Salat, pelote basque : Saint-Girons Couserans Pelote, judo : Dojo Club du Haut-Salat, Gymnastique : L'omnibus salatois, ski : ski club des vallées de Guzet, kayak : Haut Couserans Kayak Club,

### Écologie et recyclage
La déchetterie se trouve au lieudit la Pièce Longue à Oust, ouverte du lundi au samedi.

## Économie

### Revenus
En 2018, la commune compte 350 ménages fiscaux, regroupant 630 personnes. La médiane du revenu disponible par unité de consommation est de 18 120 € (19 820 € dans le département).

### Emploi
| Division       | 2008   | 2013   | 2018   |
| -------------- | ------ | ------ | ------ |
| Commune        | 10,5 % | 12,2 % | 8,9 %  |
| Département    | 8,9 %  | 11,1 % | 11,2 % |
| France entière | 8,3 %  | 10 %   | 10 %   |

En 2018, la population âgée de 15 à 64 ans s'élève à 363 personnes, parmi lesquelles on compte 68,6 % d'actifs (59,8 % ayant un emploi et 8,9 % de chômeurs) et 31,4 % d'inactifs,. En 2018, le taux de chômage communal (au sens du recensement) des 15-64 ans est inférieur à celui de la France et du département, alors qu'en 2008 la situation était inverse.
La commune fait partie de la couronne de l'aire d'attraction de Saint-Girons, du fait qu'au moins 15 % des actifs travaillent dans le pôle,. Elle compte 279 emplois en 2018, contre 303 en 2013 et 284 en 2008. Le nombre d'actifs ayant un emploi résidant dans la commune est de 225, soit un indicateur de concentration d'emploi de 124,2 % et un taux d'activité parmi les 15 ans ou plus de 42,4 %.
Sur ces 225 actifs de 15 ans ou plus ayant un emploi, 129 travaillent dans la commune, soit 57 % des habitants. Pour se rendre au travail, 70,1 % des habitants utilisent un véhicule personnel ou de fonction à quatre roues, 3,1 % les transports en commun, 13,3 % s'y rendent en deux-roues, à vélo ou à pied et 13,4 % n'ont pas besoin de transport (travail au domicile).

### Activités hors agriculture
102 établissements sont implantés à Seix au 31 décembre 2019. Le tableau ci-dessous en détaille le nombre par secteur d'activité et compare les ratios avec ceux du département,.
| Secteur d'activité                                                                                        | Commune | Commune | Département |
| Secteur d'activité                                                                                        | Nombre  | %       | %           |
| --- | ------- | ------- | ----------- |
| Ensemble                                                                                                  | 102     |         |             |
| Industrie manufacturière, industries extractives et autres                                                | 12      | 11,8 %  | (12,9 %)    |
| Construction                                                                                              | 18      | 17,6 %  | (14,2 %)    |
| Commerce de gros et de détail, transports, hébergement et restauration                                    | 28      | 27,5 %  | (27,5 %)    |
| Information et communication                                                                              | 2       | 2 %     | (1,8 %)     |
| Activités immobilières                                                                                    | 2       | 2 %     | (4,2 %)     |
| Activités spécialisées, scientifiques et techniques et activités de services administratifs et de soutien | 7       | 6,9 %   | (13,2 %)    |
| Administration publique, enseignement, santé humaine et action sociale                                    | 27      | 26,5 %  | (14,4 %)    |
| Autres activités de services                                                                              | 6       | 5,9 %   | (8,8 %)     |

Le secteur du commerce de gros et de détail, des transports, de l'hébergement et de la restauration est prépondérant sur la commune puisqu'il représente 27,5 % du nombre total d'établissements de la commune (28 sur les 102 entreprises implantées à Seix), contre 27,5 % au niveau départemental.
Les quatre entreprises ayant leur siège social sur le territoire communal qui génèrent le plus de chiffre d'affaires en 2020 sont :
- Le Petrin Gourmand, boulangerie et boulangerie-pâtisserie (810 k€)
- Ambulance Taxi Transport Broue, ambulances (264 k€)
- La Gourmande, restauration traditionnelle (238 k€)
- Verel, production d'électricité (161 k€)

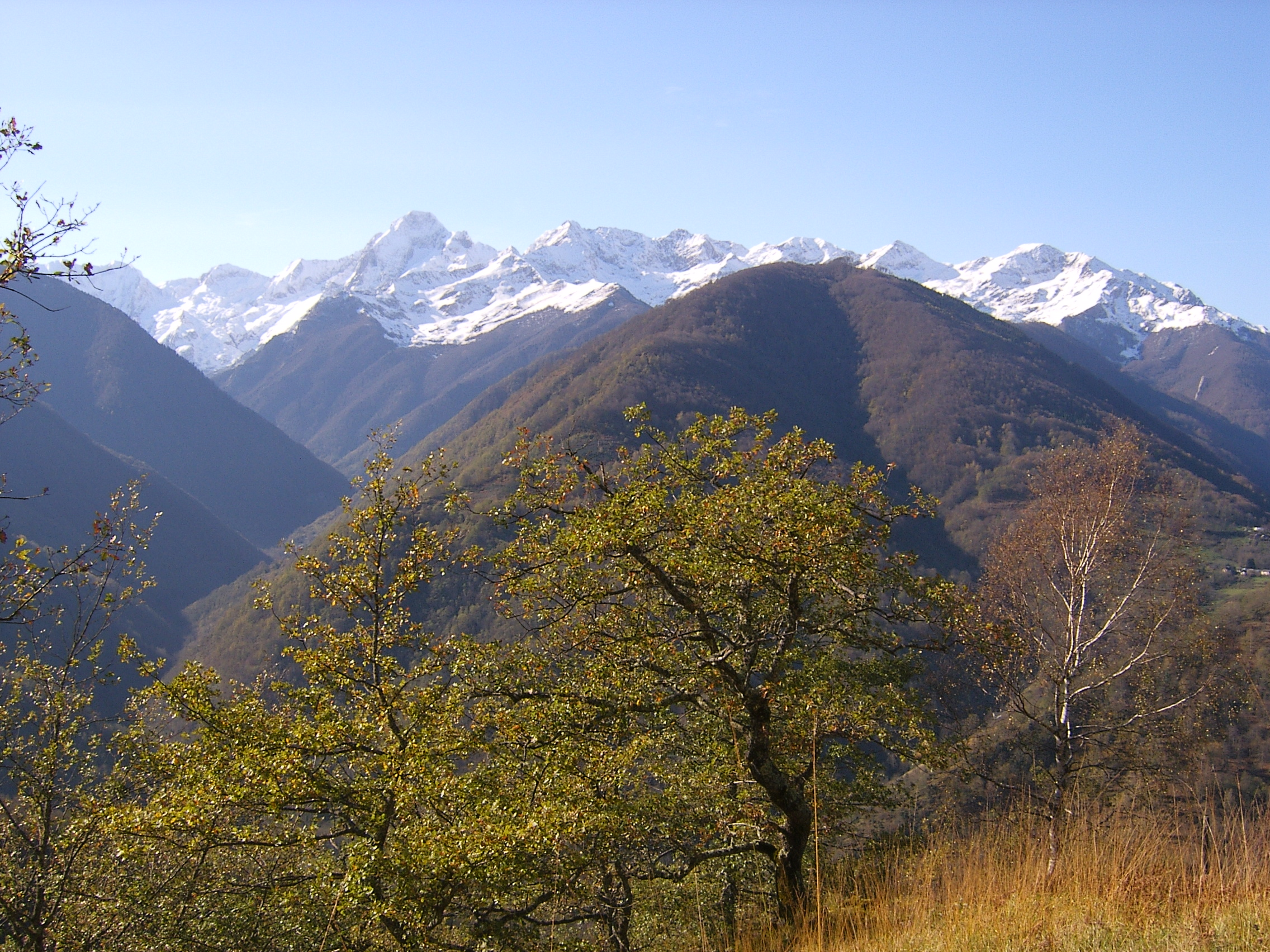
Le Cos de Seix et le mont Valier en arrière plan.

Depuis la fin de l'exploitation des mines de tungstène de Salau, l'activité économique est essentiellement tournée vers le tourisme (le ski et la luge sur rail avec Guzet, résidences secondaires, écotourisme, etc.) et le pastoralisme. Seix est en effet la 15e ville d'Ariège comptant le plus grand nombre de résidences secondaires, avec 58,27 % de résidences secondaires sur le territoire de la commune.
Les ressources essentielles de la commune sont basées sur le tourisme. Proche de la station de Guzet, Seix est une destination privilégiée pendant les vacances d'été comme d'hiver, renforcé par son classement comme Station verte. On compte ainsi trois campings, trois hôtels et trois gîtes, ainsi qu'un village de vacances. La capacité d'accueil des campings est d'environ 160 emplacements, tandis que les gîtes et hôtels peuvent accueillir autant de personnes. Une activité de services est donc développée sur la commune. Deux sociétés de taxis et d'ambulances, ainsi que de nombreux commerces.
Seix conserve également une économie traditionnelle dans le domaine agricole, forestier ou dans la fabrication du fromage de Bethmale et du Rogallais. L'INSEE recense ainsi 111 établissements à Seix en 2009.
Le marbre vert d'Estours est à nouveau exploité depuis 2008.

### Agriculture
La commune fait partie de la petite région agricole dénommée « Région pyrénéenne ». En 2010, l'orientation technico-économique de l'agriculture  sur la commune est l'élevage d'herbivores hors bovins, caprins et porcins.
|                                   | 1988 | 2000 | 2010 |
| --------------------------------- | ---- | ---- | ---- |
| Exploitations                     | 33   | 20   | 21   |
| Superficie agricole utilisée (ha) | 715  | 812  | 724  |

Le nombre d'exploitations agricoles en activité et ayant leur siège dans la commune est passé de 33 lors du recensement agricole de 1988 à 20 en 2000 puis à 21 en 2010, soit une baisse de 36 % en 22 ans. Le même mouvement est observé à l'échelle du département qui a perdu pendant cette période 48 % de ses exploitations. La surface agricole utilisée sur la commune a quant à elle augmenté, passant de 715 ha en 1988 à 724 ha en 2010. Parallèlement la surface agricole utilisée moyenne par exploitation a augmenté, passant de 22 à 34 ha.
La fromagerie Coumes produit à Seix Le Rogallais qui est une tomme des Pyrénées au lait cru, traditionnelle du Couserans.

## Culture locale et patrimoine

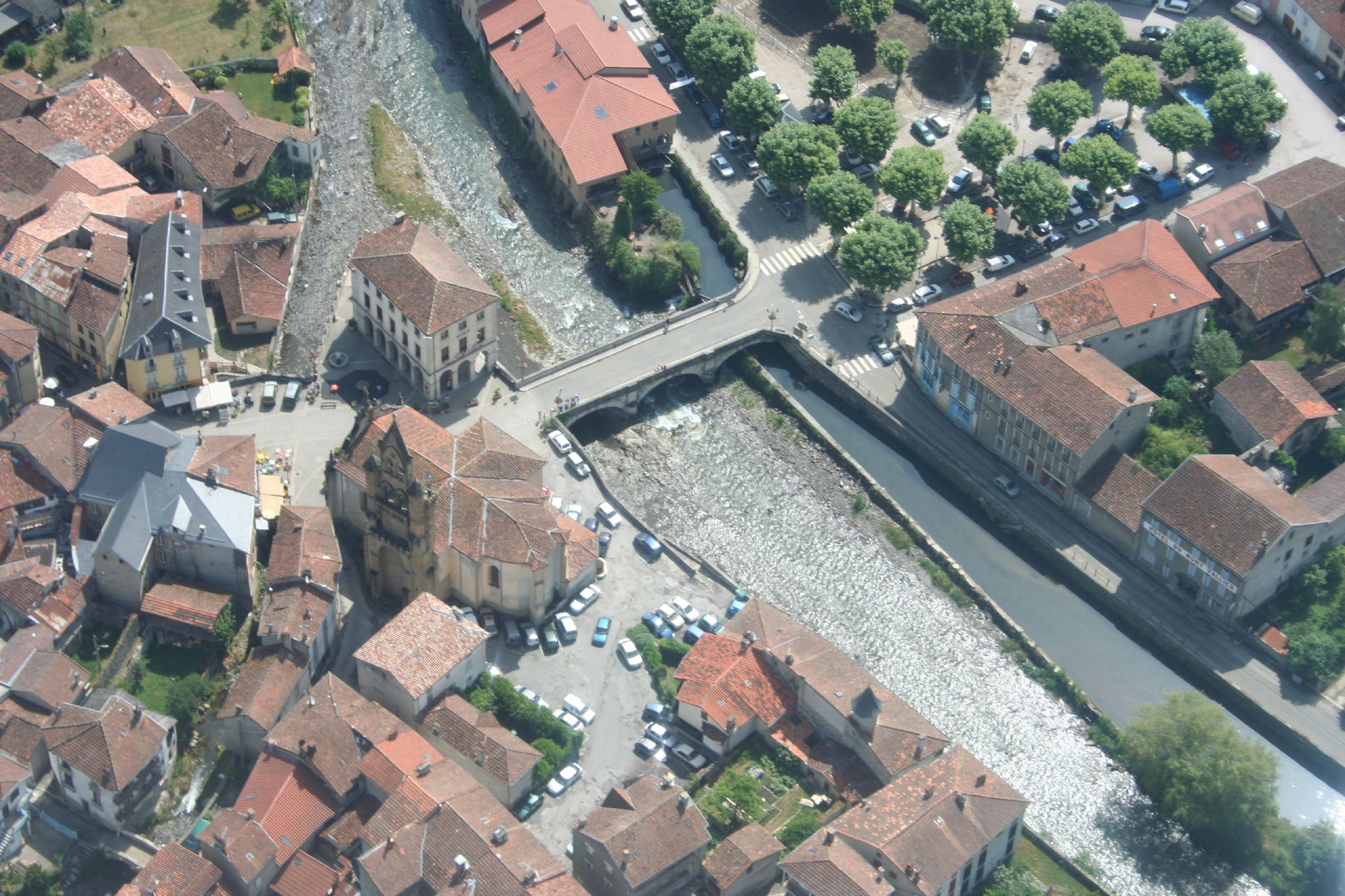
Le cœur du bourg avec le pont sur le Salat en juin 2006.

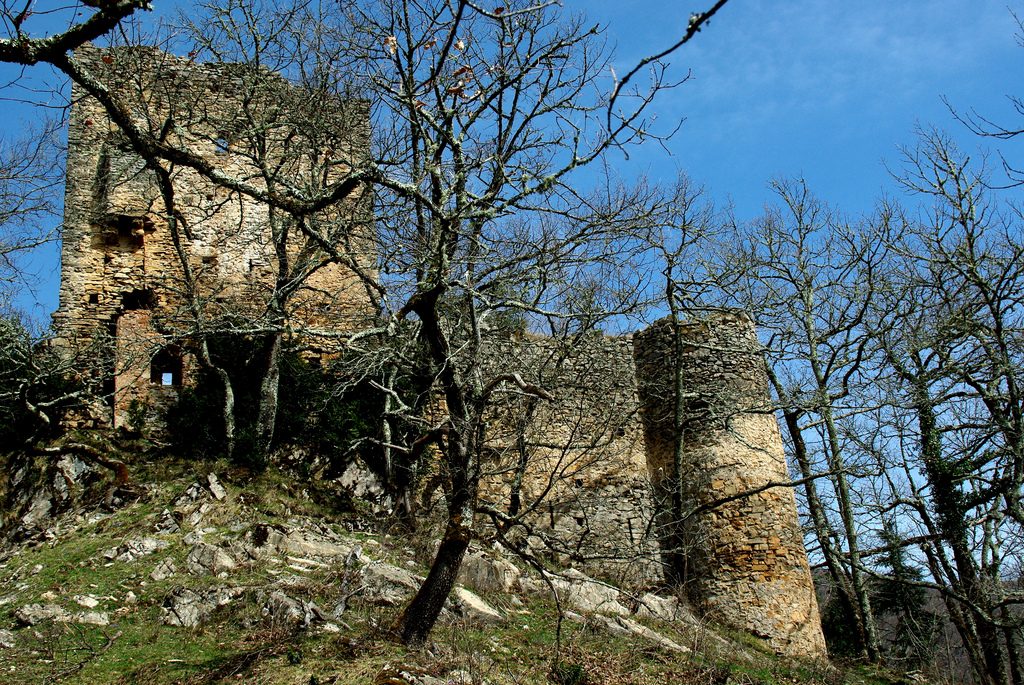
Le château de la Garde.

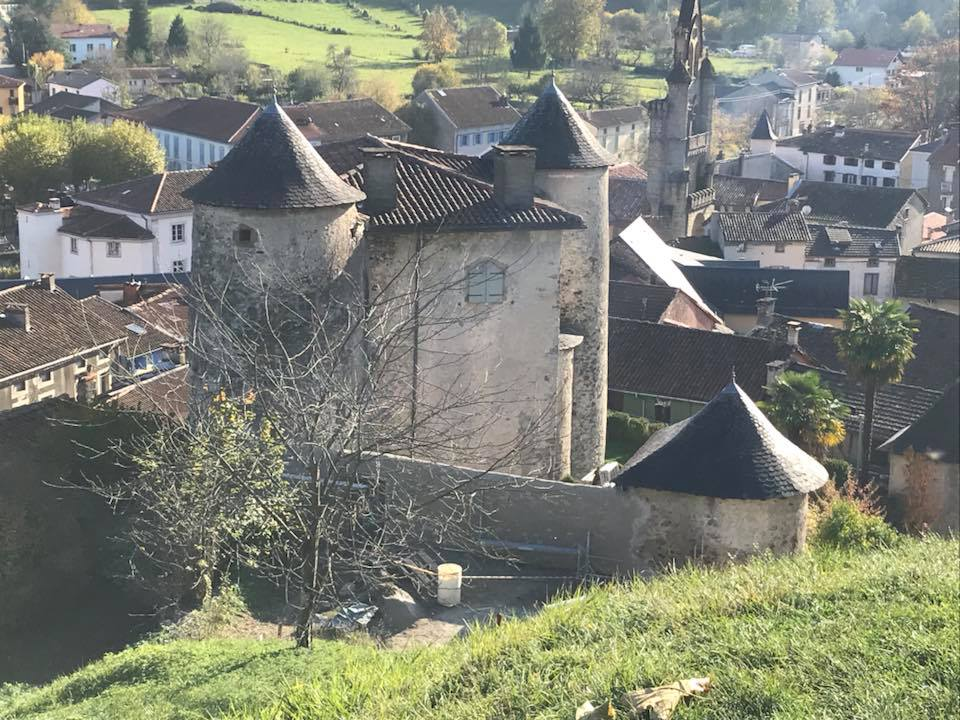
Le château de Seix domine le bourg.

### Lieux et monuments
Seix possède de nombreux monuments et sites :
- Le château de la Garde, datant du Moyen Âge, est inscrit également au registre des monuments historiques depuis le 8 février 1996[62]. Forteresse défensive sur les hauteurs de Seix, le château serait déjà en ruine depuis le XVIe siècle et est en cours de rénovation. La fiche du château de la garde, sur le site du Ministère de la Culture, indique que « selon la tradition, Charlemagne de passage à Seix lors d'une campagne menée contre les Sarrasins, aurait organisé la défense contre l'ennemi, faisant édifier le château de la Garde et y plaçant une garnison »[63].
- Le château de Seix ou maison-forte de Seix, domine le village et date du milieu du XVIe siècle. Il est inscrit à l'inventaire des Monuments historiques[64] en 1994. Propriété de la famille de Balby de la fin du XVIe jusqu'au milieu du XXe siècle, le château de Seix a été reconverti par la commune depuis 2006 en musée et centre d'expositions.
- Le château du Mirabat est un bâtiment en ruines, positionné sur les hauteurs de Seix, au-dessus du château de la Garde.
- L'église Saint-Étienne du XVIIIe siècle avec un retable baroque représentant la lapidation de saint Étienne et son clocher-mur caractéristique sont inscrits à l'inventaire des monuments historiques depuis le 27 avril 1965[65], puis en totalité en 2014. Construite au XVIIIe siècle, elle fait partie d'ensemble d'églises d'influence espagnole dans la région de Saint-Girons. Le fronton et l'encadrement de la porte sont de forme baroque. Elle est inscrite à l'inventaire des monuments historiques en 2014.
- La chapelle Notre-Dame-de-Pitié. L'édifice date de 1660 et est inscrit à l'inventaire des monuments historiques en 2014.
- La chapelle Saint-Joseph de Rieu.
- Le monument aux morts restauré en pierre avec plaques de marbre.
- Le mont Valier, l'étang d'Areau, le col de Pause, le port d'Aula et la réserve domaniale du mont Valier sont des sites naturels de la commune.

### Personnalités liées à la commune
- Jean-Pierre Pagès (1784-1866) : homme politique né à Seix ;
- Jacques Bordes-Pagès (1815-1897) : médecin et homme politique né à Seix ;
- Xavier Brau de Saint Pol Lias (1840-1910) : explorateur et diplomate né à Seix ;
- Étienne Tournès (1855-1931) : peintre français né à Seix ;
- Marie-Louise Bergès, épouse Garstang, née à Seix le 5 juillet 1880, archéologue au Moyen-Orient et au Soudan ;
- Raymond Abellio (1907-1986) : philosophe et écrivain dont la famille maternelle est originaire de Seix ;
- René Gaston-Lagorre (1913-2004) : artiste-peintre ayant souvent séjourné dans la région ;
- René-Victor Pilhes (1934-2021) : écrivain ayant grandi à Seix ;
- Nicole Rieu (1949-) : chanteuse ;
- André Rives : joueur de rugby à XIII.

### Héraldique
| Blason de Seix | Blason  | De gueules à deux clefs d'or contre-posées en fasce, soutenues de deux truites au naturel contre-posées également. Devise / CriSoùn de Seich, cap de paùr (Je suis de Seix, je n'ai pas peur). |
| Blason de Seix | Détails | Le statut officiel du blason reste à déterminer. |